# Joudreville
 Joudreville  es una comuna y población de Francia, en la región de Lorena, departamento de Meurthe y Mosela, en el distrito de Briey y cantón de Audun-le-Roman.
Está integrada en la Communauté de communes du Bassin de Landres .

## Demografía[3]
| 168 | 200 | 230 | 227 | 235 | 236 | ABS. | ABS. | ABS. | 218 | 214 | 212 | 226 | 200 | 194 | 192 | 166 | 188 | 515 | 1 419 | 855 | 1 528 | 2 434 | 2 111 | 2 051 | 2 115 | 2 247 | 1 883 | 1 716 | 1 247 | 1 066 | 1 069 | 1 194 |
| Para los censos de 1962 a 1999 la población legal corresponde a la población sin duplicidades (Fuente: INSEE [Consultar]) |     |     |     |     |     |      |      |      |     |     |     |     |     |     |     |     |     |     |       |     |       |       |       |       |       |       |       |       |       |       |       |       |

Forma parte de la aglomeración urbana de Piennes.